# Кубок Англії з футболу 1927—1928
Кубок Англії з футболу 1927—1928 — 53-й розіграш найстарішого футбольного турніру у світі, Кубка виклику Футбольної Асоціації, також відомого як Кубок Англії. Вшосте титул здобув Блекберн Роверз.

## Перший раунд
| Дата                      | Господарі                  | Рахунок | Гості                         |
| ------------------------- | -------------------------- | ------- | ----------------------------- |
| 26 листопада              | Дарлінгтон                 | 4:1     | Честерфілд                    |
| 26 листопада              | Дартфорд                   | 1:3     | Крістал Пелес                 |
| 26 листопада              | Бат Сіті                   | 2:0     | Саутгол                       |
| 26 листопада              | Нельсон                    | 0:3     | Бредфорд Парк-Авеню           |
| 26 листопада              | Рочдейл                    | 8:2     | Крук Таун                     |
| 26 листопада              | Вотфорд                    | 1:2     | Брайтон енд Гоув Альбіон      |
| 26 листопада              | Джиллінгем                 | 2:1     | Плімут Аргайл                 |
| 26 листопада              | Кру Александра             | 2:2     | Ашингтон                      |
| 30 листопада Перегравання | Ашингтон                   | 0:2     | Кру Александра                |
| 26 листопада              | Гейнсборо Триніті          | 6:0     | Стоктон                       |
| 26 листопада              | Ілфорд                     | 4:0     | Далвіч Гамлет                 |
| 26 листопада              | Пул                        | 1:1     | Норвіч Сіті                   |
| 1 грудня Перегравання     | Норвіч Сіті                | 5:0     | Пул                           |
| 26 листопада              | Стокпорт Каунті            | 5:2     | Освестрі Таун                 |
| 26 листопада              | Аккрінгтон Стенлі          | 2:5     | Лінкольн Сіті                 |
| 26 листопада              | Бристоль Роверз            | 4:2     | Волсолл                       |
| 26 листопада              | Нортгемптон Таун           | 8:0     | Лейтон                        |
| 26 листопада              | Ковентрі Сіті              | 2:2     | Борнмут енд Боском Атлетік    |
| 30 листопада Перегравання | Борнмут енд Боском Атлетік | 2:0     | Ковентрі Сіті                 |
| 26 листопада              | Дінейбі Юнайтед            | 2:3     | Саутпорт                      |
| 26 листопада              | Шилдон                     | 1:3     | Нью-Брайтон                   |
| 26 листопада              | Нортфліт Юнайтед           | 0:1     | Лондон Каледоніанс            |
| 26 листопада              | Бредфорд Сіті              | 6:0     | Воркінгтон                    |
| 26 листопада              | Карлайл Юнайтед            | 2:1     | Донкастер Роверз              |
| 26 листопада              | Спеннімур Юнайтед          | 1:1     | Ротергем Юнайтед              |
| 1 грудня Перегравання     | Ротергем Юнайтед           | 4:2     | Спеннімур Юнайтед             |
| 26 листопада              | Саутенд Юнайтед            | 1:0     | Веллінгтон Таун               |
| 26 листопада              | Ексетер Сіті               | 9:1     | Абердер Атлетик               |
| 26 листопада              | Мертір Таун                | 0:0     | Чарльтон Атлетік              |
| 30 листопада Перегравання | Чарльтон Атлетік           | 2:1     | Мертір Таун                   |
| 26 листопада              | Галіфакс Таун              | 3:0     | Гартлпул Юнайтед              |
| 26 листопада              | Ширбрук                    | 1:3     | Транмер Роверз                |
| 26 листопада              | Ньюпорт Каунті             | 0:1     | Свіндон Таун                  |
| 26 листопада              | Дарем Сіті                 | 1:1     | Рексем                        |
| 30 листопада Перегравання | Рексем                     | 4:0     | Дарем Сіті                    |
| 26 листопада              | Ріл Атлетік                | 4:3     | Віган Боро                    |
| 26 листопада              | Кеттерінг Таун             | 2:0     | Чатем                         |
| 30 листопада              | Лутон Таун                 | 9:0     | Клептон                       |
| 30 листопада              | Ботвелл Міссіон            | 3:4     | Пітерборо-енд-Флеттон Юнайтед |
| 30 листопада              | Олдершот                   | 2:1     | Квінз Парк Рейнджерс          |

## Другий раунд
До другого раунду увійшли переможці першого раунду. 
| Дата                   | Господарі                     | Рахунок | Гості                    |
| ---------------------- | ----------------------------- | ------- | ------------------------ |
| 10 грудня              | Дарлінгтон                    | 2:1     | Рочдейл                  |
| 10 грудня              | Борнмут енд Боском Атлетік    | 6:1     | Бристоль Роверз          |
| 10 грудня              | Джиллінгем                    | 2:0     | Саутенд Юнайтед          |
| 10 грудня              | Кру Александра                | 2:0     | Стокпорт Каунті          |
| 10 грудня              | Лутон Таун                    | 6:0     | Норвіч Сіті              |
| 10 грудня              | Гейнсборо Триніті             | 0:2     | Лінкольн Сіті            |
| 10 грудня              | Лондон Каледоніанс            | 1:0     | Бат Сіті                 |
| 10 грудня              | Свіндон Таун                  | 0:0     | Крістал Пелес            |
| 14 грудня Перегравання | Крістал Пелес                 | 1:2     | Свіндон Таун             |
| 10 грудня              | Рексем                        | 1:0     | Карлайл Юнайтед          |
| 10 грудня              | Транмер Роверз                | 3:1     | Галіфакс Таун            |
| 10 грудня              | Нортгемптон Таун              | 1:0     | Брайтон енд Гоув Альбіон |
| 10 грудня              | Бредфорд Сіті                 | 2:3     | Ротергем Юнайтед         |
| 10 грудня              | Бредфорд Парк-Авеню           | 0:2     | Саутпорт                 |
| 10 грудня              | Ексетер Сіті                  | 5:3     | Ілфорд                   |
| 10 грудня              | Чарльтон Атлетік              | 1:1     | Кеттерінг Таун           |
| 15 грудня Перегравання | Кеттерінг Таун                | 1:2     | Чарльтон Атлетік         |
| 10 грудня              | Нью-Брайтон                   | 7:2     | Ріл Атлетік              |
| 10 грудня              | Пітерборо-енд-Флеттон Юнайтед | 2:1     | Олдершот                 |

## Третій раунд
| Дата                  | Господарі               | Рахунок | Гості                         |
| --------------------- | ----------------------- | ------- | ----------------------------- |
| 14 січня              | Бірмінгем Сіті          | 4:3     | Пітерборо-енд-Флеттон Юнайтед |
| 14 січня              | Блекпул                 | 1:4     | Олдем Атлетік                 |
| 14 січня              | Бристоль Сіті           | 1:2     | Тоттенгем Готспур             |
| 14 січня              | Бернлі                  | 0:2     | Астон Вілла                   |
| 14 січня              | Ліверпуль               | 1:0     | Дарлінгтон                    |
| 14 січня              | Престон Норт-Енд        | 0:3     | Евертон                       |
| 14 січня              | Редінг                  | 4:0     | Грімсбі Таун                  |
| 14 січня              | Ноттс Каунті            | 2:3     | Шеффілд Юнайтед               |
| 14 січня              | Ноттінгем Форест        | 1:0     | Транмер Роверз                |
| 14 січня              | Блекберн Роверз         | 4:1     | Ньюкасл Юнайтед               |
| 14 січня              | Венсдей                 | 3:0     | Борнмут енд Боском Атлетік    |
| 14 січня              | Болтон Вондерерз        | 2:1     | Лутон Таун                    |
| 14 січня              | Вулвергемптон Вондерерз | 2:1     | Челсі                         |
| 14 січня              | Мідлсбро                | 3:0     | Саут Шилдс                    |
| 14 січня              | Сандерленд              | 3:3     | Нортгемптон Таун              |
| 19 січня Перегравання | Нортгемптон Таун        | 0:3     | Сандерленд                    |
| 14 січня              | Лондон Каледоніанс      | 2:3     | Кру Александра                |
| 14 січня              | Свіндон Таун            | 2:1     | Клептон Орієнт                |
| 14 січня              | Рексем                  | 2:1     | Свонсі Сіті                   |
| 14 січня              | Манчестер Сіті          | 1:0     | Лідс Юнайтед                  |
| 14 січня              | Портсмут                | 0:2     | Вест Гем Юнайтед              |
| 14 січня              | Манчестер Юнайтед       | 7:1     | Брентфорд                     |
| 14 січня              | Міллволл                | 1:2     | Дербі Каунті                  |
| 14 січня              | Галл Сіті               | 0:1     | Лестер Сіті                   |
| 14 січня              | Гаддерсфілд Таун        | 4:2     | Лінкольн Сіті                 |
| 14 січня              | Кардіфф Сіті            | 2:1     | Саутгемптон                   |
| 14 січня              | Порт Вейл               | 3:0     | Барнслі                       |
| 14 січня              | Чарльтон Атлетік        | 1:1     | Бері                          |
| 18 січня Перегравання | Бері                    | 4:3     | Чарльтон Атлетік              |
| 14 січня              | Арсенал                 | 2:0     | Вест-Бромвіч Альбіон          |
| 14 січня              | Саутпорт                | 3:0     | Фулгем                        |
| 14 січня              | Нью-Брайтон             | 2:1     | Корінтіан                     |
| 14 січня              | Сток Сіті               | 6:1     | Джиллінгем                    |
| 14 січня              | Ротергем Юнайтед        | 3:3     | Ексетер Сіті                  |
| 18 січня Перегравання | Ексетер Сіті            | 3:1     | Ротергем Юнайтед              |

## Четвертий раунд
У цьому раунді зіграли переможці попереднього етапу.
| Дата                  | Господарі         | Рахунок | Гості                   |
| --------------------- | ----------------- | ------- | ----------------------- |
| 28 січня              | Бері              | 1:1     | Манчестер Юнайтед       |
| 1 лютого Перегравання | Манчестер Юнайтед | 1:0     | Бері                    |
| 28 січня              | Редінг            | 0:1     | Лестер Сіті             |
| 28 січня              | Астон Вілла       | 3:0     | Кру Александра          |
| 28 січня              | Сандерленд        | 1:2     | Манчестер Сіті          |
| 28 січня              | Дербі Каунті      | 0:0     | Ноттінгем Форест        |
| 1 лютого Перегравання | Ноттінгем Форест  | 2:0     | Дербі Каунті            |
| 28 січня              | Свіндон Таун      | 1:2     | Венсдей                 |
| 28 січня              | Рексем            | 1:3     | Бірмінгем Сіті          |
| 28 січня              | Шеффілд Юнайтед   | 3:1     | Вулвергемптон Вондерерз |
| 28 січня              | Тоттенгем Готспур | 3:0     | Олдем Атлетік           |
| 28 січня              | Ексетер Сіті      | 2:2     | Блекберн Роверз         |
| 2 лютого Перегравання | Блекберн Роверз   | 3:1     | Ексетер Сіті            |
| 28 січня              | Гаддерсфілд Таун  | 2:1     | Вест Гем Юнайтед        |
| 28 січня              | Кардіфф Сіті      | 2:1     | Ліверпуль               |
| 28 січня              | Порт Вейл         | 3:0     | Нью-Брайтон             |
| 28 січня              | Арсенал           | 4:3     | Евертон                 |
| 28 січня              | Саутпорт          | 0:3     | Мідлсбро                |
| 28 січня              | Сток Сіті         | 4:2     | Болтон Вондерерз        |

## П'ятий раунд
На цьому етапі зіграли переможці попереднього раунду.
| Дата                   | Господарі         | Рахунок | Гості             |
| ---------------------- | ----------------- | ------- | ----------------- |
| 18 лютого              | Венсдей           | 1:1     | Шеффілд Юнайтед   |
| 22 лютого Перегравання | Шеффілд Юнайтед   | 4:1     | Венсдей           |
| 18 лютого              | Манчестер Юнайтед | 1:0     | Бірмінгем Сіті    |
| 18 лютого              | Лестер Сіті       | 0:3     | Тоттенгем Готспур |
| 18 лютого              | Манчестер Сіті    | 0:1     | Сток Сіті         |
| 18 лютого              | Ноттінгем Форест  | 2:1     | Кардіфф Сіті      |
| 18 лютого              | Блекберн Роверз   | 2:1     | Порт Вейл         |
| 18 лютого              | Гаддерсфілд Таун  | 4:0     | Мідлсбро          |
| 18 лютого              | Арсенал           | 4:1     | Астон Вілла       |

## Шостий раунд
На цьому етапі зіграли переможці попереднього раунду.
| Дата      | Господарі        | Рахунок | Гості             |
| --------- | ---------------- | ------- | ----------------- |
| 3 березня | Шеффілд Юнайтед  | 3:0     | Ноттінгем Форест  |
| 3 березня | Блекберн Роверз  | 2:0     | Манчестер Юнайтед |
| 3 березня | Гаддерсфілд Таун | 6:1     | Тоттенгем Готспур |
| 3 березня | Арсенал          | 4:1     | Сток Сіті         |

## Півфінали
У півфіналах зіграли команди, що перемогли на попередньому етапі.
| Дата                    | Господарі        | Рахунок | Гості           |
| ----------------------- | ---------------- | ------- | --------------- |
| 24 березня              | Блекберн Роверз  | 1:0     | Арсенал         |
| 24 березня              | Гаддерсфілд Таун | 2:2     | Шеффілд Юнайтед |
| 26 березня Перегравання | Гаддерсфілд Таун | 0:0     | Шеффілд Юнайтед |
| 2 квітня Перегравання   | Гаддерсфілд Таун | 1:0     | Шеффілд Юнайтед |

## Фінал
| 21 квітня 1928 |

| Блекберн Роверз            | 3:1      | Гаддерсфілд Таун |
| -------------------------- | -------- | ---------------- |
| Роскамп 1', 82' Маклін 22' | Протокол | Джексон 55'      |

| Вемблі, Лондон Глядачів: 92 041 Арбітр: Т.Г.Браян |